# Подлесное (Ровненская область)
Подле́сное (укр. Підлісне) — село, входит в Бережницкий сельский совет Дубровицкого района Ровненской области Украины.
Население по переписи 2001 года составляло 504 человека. Почтовый индекс — 34165. Телефонный код — 3658. Код КОАТУУ — 5621880605.

## Местный совет
34164, Ровненская обл., Дубровицкий р-н, с. Бережница, ул. Центральная, 10.